# Christoph Wanner
Christoph Wanner (* 1971 in München) ist ein deutscher Korrespondent, Reporter und Dokumentarfilmer.

## Leben und Wirken
Christoph Wanner studierte Slawistik und Rechtswissenschaften in München. Anschließend absolvierte er Praktika bei Redaktionen deutscher Fernsehsender in Moskau. Seit dem Jahr 2000 arbeitet er als Fernseh- und Auslandskorrespondent in Russland. Er berichtet als Korrespondent u. a. für das Schweizer Radio und Fernsehen sowie seit 2008 regelmäßig für den Nachrichtensender Welt (vormals N24). Wanner spricht fließend Russisch. Er produzierte mehrere Fernsehdokumentationen sowie Reportagen, die die russische Gesellschaft thematisierten. Wanner berichtete zudem aus anderen Konflikt- und Krisenregionen der Welt. So war er als Reporter im Syrischen Bürgerkrieg, im Russisch-Ukrainischen Krieg und der Nuklearkatastrophe von Fukushima im Einsatz. Zudem begleitete er die Geschehnisse beim G20-Gipfel 2017 in Hamburg.

## Fernsehdokumentationen und Reportagen (Auswahl)
- „Die weißen Nächte – Schlaflos in St. Petersburg“
- „Der Kampf ums Rote Barett – Kräftemessen russischer Eliteeinheiten“[7]
- „Der Pate von Moskau“[8]
- „Kampf gegen 'Krokodil' – Russlands neue Todesdroge“[9]
- „Moskauer Unterwelten – Das geheime Reich“
- „Nachtwölfe – Russlands härteste Motorrad-Gang“[10]
- „Putins Männer fürs Grobe – Spezialeinheiten in Russland“[11]
- „Reich und skrupellos – Der Anwalt der russischen Mafia“[12]
- „Russisch Roulette – Moskaus Jugend zwischen Leben und Tod“
- „Sex, Drogen und Wodka – Heiße Nächte in Moskau“[13]
- „Sibirien ohne Rückkehr – Russlands härtestes Straflager“[14]